# Мајли (Хаваји)
Мајли (енгл. Maili) насељено је место за статистичке потребе у америчкој савезној држави Хаваји. По попису становништва из 2010. у њему је живело 9.488 становника.

## Демографија
Према попису становништва из 2010. у граду је живело 9.488 становника, што је 3.545 (59,7%) становника више него 2000. године.
| Група             | 2000.         | 2010.         |
| Белци             | 540 (9,1%)    | 1.161 (12,2%) |
| Афроамериканци    | 54 (0,9%)     | 218 (2,3%)    |
| Азијати           | 1.341 (22,6%) | 1.685 (17,8%) |
| Хиспаноамериканци | 872 (14,7%)   | 1.676 (17,7%) |
| Укупно            | 5.943         | 9.488         |